# Con vosotros
Con vosotros va ser un programa infantil de televisió, emès per La 1 de TVE en les tardes de dilluns a divendres entre 1970 i 1974.

## Format
Es tractava d'un programa contenidor, que començava sempre amb la presentació d'un llibre amb la pretensió d'acostar als nens al món de la literatura. La secció era a càrrec de la presentadora María Luisa Seco Lumbreras. Seguidament s'emitien sèries o bé espanyoles com La cometa naranja o estatunidenques (Furia, Mamá y sus increíbles hijos). En 1972 es va introduir l'informatiu Y ahora. En la temporada 1973-1974 ss va incloure el concurs El juego de la foca, presentat per José Miguel Flores, Marygel Alonso i Pepa Palau. L'espai finalitzava amb l'emissió d'una peça de dibuixos animats (Autos locos, Los caballeros del cielo, Tiro Loco, Los Picapiedra, El pájaro loco, etc).